# Yvon Picotte
Pour les articles homonymes, voir Picotte.
Yvon Picotte, né le 27 octobre 1941 à Louiseville et mort le 15 mai 2024 dans la même ville, est un enseignant et un homme politique québécois.

## Biographie
Né le 27 octobre 1941 à Louiseville au Québec, Yvon Picotte est le fils de Jean-Marie Picotte, épicier, et de Lina Leblanc,.

### Carrière politique
Candidat libéral défait aux élections de 1970, il est élu député de Maskinongé en 1973. Il est réélu en 1976, 1981, 1985 et 1989. Pendant son mandat à l'Assemblée nationale du Québec, il a été ministre du Loisir, de la Chasse et de la Pêche, ministre du Tourisme, ministre délégué aux pêcheries, ministre des Affaires municipales, ministre de l'Agriculture, des Pêcheries et de l'Alimentation et ministre des Affaires régionales dans les gouvernements de Robert Bourassa et de Daniel Johnson. Il ne s'est pas représenté en 1994. Il a été président de l'Action démocratique du Québec de 2004 à 2006.
Il a été directeur général du Pavillon du nouveau point de vue, une maison de désintoxication.
Yvon Picotte meurt le 15 mai 2024 à sa résidence de Louiseville à l'âge de 82 ans des suites d'un cancer de l'œsophage.

## Œuvres
En 1993, il a écrit un livre : Se transformer pour transformer le Québec.

## Distinctions
- Commandeur d'office de l'Ordre national du mérite agricole (1990)